# Beuvange-sous-Saint-Michel
Pour les articles homonymes, voir Beuvange et Saint-Michel.
Ne doit pas être confondu avec Bévange ou Boevange.
Beuvange-sous-Saint-Michel est un village et une ancienne commune française du département de la Moselle en région Grand Est. Beuvange est rattaché à la commune de Volkrange en 1811 puis à celle de Thionville en 1969.
Ses habitants sont appelés les Beuvangeois et sont au nombre de 353 en 1946.

## Géographie
Ce village  est situé dans le Nord-Ouest du département de la Moselle, dans le pays thionvillois, au pied du mont Saint-Michel. Il se trouve à moins de 10 km à l'Ouest de Thionville et à environ 35 km au Nord-Ouest de Metz. Les localités les plus proches sont Volkrange, Metzange, Elange, Le Konacker et Batzenthal.
Beuvange-sous-Saint-Michel est traversé par les routes départementales RD14B et RD14C, la première est jugée dangereuse  par et pour ses habitants.
La rue principale du village est très large, en raison de la place occupée jadis par les usoirs devant les maisons. Beuvange est situé sur la rive gauche du ruisseau de Metzange, qui se jette plus loin dans le Veymerange, un affluent de la Moselle.

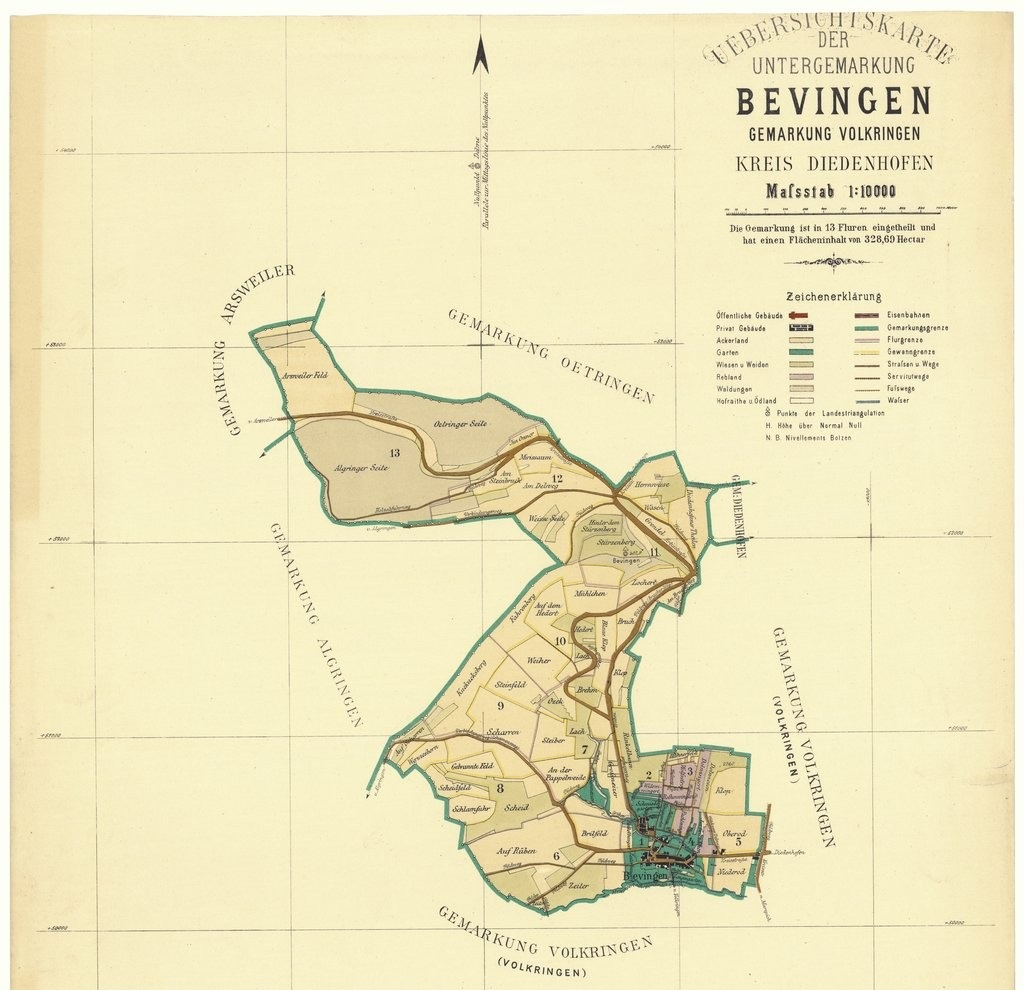
Plan cadastral de Beuvange en 1893.

## Toponymie
En lorrain roman : Bieuvanche.  En francique lorrain : Biwwénge. En allemand : Bœwingen.

### Mentions anciennes
Ce « Bœwange » se trouve très souvent exprimé par Buffingen dans les écrits anciens rédigés en langue allemande.
Les autres mentions de ce village sont : Bovenga en 1033, Bovenges en 1128, Bovingen en 1131, Buevenges en 1213, Bovanges en 1223, Biovenges en 1305, Buevanges en 1405, Buefingen subz le mont St Michiel en 1473, Bueffingen en 1528, Buffingen en 1537, Bovange en 1606, Bevange-sous-le-Mont-Saint-Michel et Buvange-soubs-Saint-Michel en 1718, Beuvange sous Saint Michel en 1793, Beuvange-Saint-Michel en 1801, Beuvange-sous-Saint-Michel en 1811, Bœwingen et Bœvange-sous-le-Mont-St.-Michel en 1863.
Pendant l’annexion allemande (1871-1918), cette localité porte les noms de : Bevingen-vor-Sankt-Michel, Bevingen bei St. Michel et Bevingen unter Sankt Michel.

### Étymologie
Le toponyme Beuvange se compose de l'anthroponyme germanique Bevo ou  Bovo, suivi du suffixe -ingen francisé en -ange.
Le complément toponymique apparait au XVe siècle (au minimum) et indique la position du village par rapport au mont Saint-Michel.

## Histoire
D'après plusieurs documents, il est probable que les seigneurs de Volkrange avaient quelques droits sur ce village avant le XIIIe siècle ; mais dès le début de ce siècle, la seigneurie de Volkrange n'avait plus aucun droit sur Beuvange-sous-Saint-Michel.
Du XIIIe siècle au XVIIIe siècle, ce village était une possession du chapitre Saint-Sauveur de Metz qui avait le statut de seigneurie foncière. Beuvange-sous-Saint-Michel a également fait partie de l'écoutêterie d'Œutrange et avait, sur le plan spirituel, une chapelle sous le vocable de Saint Michel qui était annexe de la paroisse de Volkrange.
Le chapitre Saint-Sauveur de Metz était financièrement redevable envers le duché de Luxembourg concernant Beuvange, sachant que ce village est mentionné dans plusieurs dénombrements de feux fiscaux de la prévôté de Thionville.
Pendant la guerre de Trente Ans (1618-1648), Beuvange-sous-Saint-Michel a été détruit par des Croates, à la suite de quoi les Beuvangeois ont abandonné leur village et il est resté inhabité pendant de nombreuses années. Après le traité des Pyrénées de 1659, cette localité dépendait du bailliage de Thionville.
Beuvange était surtout un village de vignerons et les coteaux bordant Beuvange étaient couverts de vignes. Étant donné que tous les vignerons avaient fui ce village pendant la guerre de Trente Ans, la vigne a dépéri, et ce n'est qu'en 1722 que les propriétaires fonciers désirèrent rétablir le vignoble.
La commune de Beuvange-sous-Saint-Michel a fait partie du canton de Hettange-Grande en 1790, puis passa dans celui d’Œutrange lors de l’organisation de l’an III et dans celui de Thionville en 1802.
En 1809, le conseil municipal de Volkrange considérait que depuis un temps immémorial le village de Beuvange dépendait de la cure de Volkrange, que les Beuvangeois y venaient à la messe et que devant l'église la lecture des lois leur était faite ; il considérait également que Beuvange demandait à être réuni à Volkrange. Par conséquent, la commune de Beuvange-sous-Saint-Michel a été rattachée à celle de Volkrange par décret du 29 juillet 1811, puis le 5 mars 1969 à celle de Thionville lors de la fusion communale avec Volkrange.
Le 8 septembre 1944, un bombardier américain transportant des soldats anglais s’écrase dans le bois de Beuvange-sous-Saint-Michel : trois membres de l’équipage meurent sur le coup, cinq autres sont faits prisonniers par l'armée allemande, et un autre atterrit en parachute dans un jardin situé à proximité de l'accident.

## Démographie
| 1793 | 1800 | 1806 | 1835 | 1845 | 1900 | 1946 |
| ---- | ---- | ---- | ---- | ---- | ---- | ---- |
| 275  | 325  | 221  | 241  | 241  | 437  | 353  |

En 1817, il y a 234 habitants répartis dans 40 maisons et en 1844, la population est de 248 personnes réparties dans 42 maisons.
Entre 1946 et 1986, et surtout à partir du rattachement à Thionville en 1969, la population du village a légèrement augmenté avec l'arrivée de nouveaux habitants venus d'ailleurs.

## Économie
En 1817, on exploite sur le territoire de ce village du minerai de fer pour les hauts fourneaux d'Hayange ; il rend 35 en fonte et produit un fer tendre et d'une qualité médiocre. La même année, Beuvange-sous-Saint-Michel a un territoire productif de 274 hectares dont 8 en vignes et 53 en bois.

## Culture locale et patrimoine

### Linguistique
Dans le dialecte francique de Volkrange, Metzange et Beuvange-sous-Saint-Michel, un grand nombre de [a] bref sont prononcés /å/, c'est-à-dire presque comme un [o] ouvert. En outre, à l'exception de quelques mots brefs, les [n] situés à la fin des mots disparaissent, cela quelle que soit leur position dans la phrase ; et concernant l'article défini den, il se réduit à de sauf si le nom suivant commence par une voyelle.
En 1986, les habitants de Beuvange qui avaient 40 ans parlaient encore très bien le dialecte local.

### Sobriquets
Les Volkrangeois disaient communément le couplet suivant : « Woolkrénge as eng Stad, [...] a Biwwénge as e Schäisshous » (Volkrange est une ville et Beuvange est un cabinet d'aisance). Ce couplet démontre qu'il existait une rivalité entre ces deux villages.
Dans les localités de langue romane, les gens disaient à propos des Beuvangeois : « lè potâye d'chïn d'Bieuvanche » (les potées de chien de Beuvange). Cette potée est une sorte de pot au feu composé de haricots verts, de choux, de pommes de terre et de carottes, mais sans viande. D'après ce sobriquet, la potée de chien a surement été le plat quasi-quotidien des anciennes générations de Beuvange-sous-Saint-Michel.

### Lieux et monuments

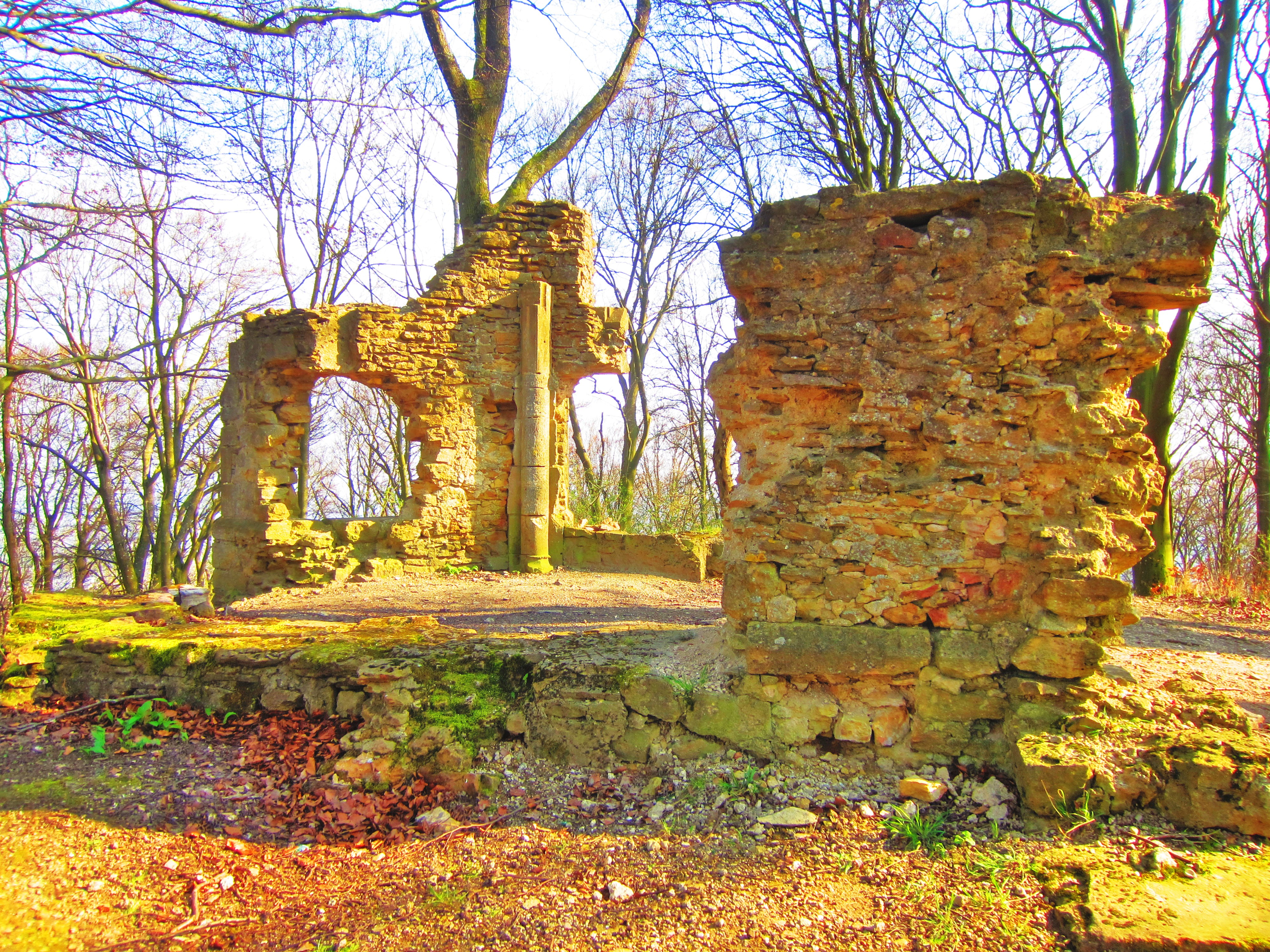
Ruines de la chapelle du Mont-Saint-Michel.

- Chapelle Notre-Dame-des-Neiges. Construite en 1805, elle abrite un maître-autel du XVIIIe siècle et un haut-relief avec Saint Michel terrassant le dragon qui est daté de 1586 et qui provient de l'ermitage du mont Saint-Michel, duquel il a été retiré en 1840 à cause d'un risque d'effondrement.
- Le mont Saint-Michel et son ancienne chapelle en ruines, érigée en 1250[16]. Il semble que ce site ait servi au culte païen avant l'arrivée du christianisme dans la région[3].
- Bildstock de type chapiteau avec toiture à double bâtière dont la croix de sommet a disparu et sur lequel est écrit : « Im jahr 1453 hat Sibilyes Nikel got zu eren dis kreuz erbaut »[17].
- Monument commémoratif en mémoire de l'équipage du B-17[18].